# Джорджевич, Младомир
Младоми́р «Пури́ша» Джо́рджевич (серб. Младомир Пуриша Ђорђевић; 6 мая 1924, Чачак, Королевство Югославия — 23 ноября 2022, Белград) — сербский кинорежиссёр и сценарист.

## Биография
Во время Второй мировой воины участвовал в партизанском движении; был захвачен в плен и отбывал наказание в трудовом лагере. С 1946 года становится кинохроникёром. Снял много документальных и короткометражных фильмов. С 1953 года в игровом кино («Дитя общины»). Ведущий кинорежиссёр Югославии. Частый участник конкурсных программ международных кинофестивалей.
Был женат на актрисе Милене Дравич.

## Избранная фильмография

### Режиссёр
- 1948 — Югославия, 1941 (д/ф)
- 1953 — Дитя общины (по Браниславу Нушичу)
- 1955 — Две виноградины
- 1960 — Первый гражданин маленького города
- 1961 — Лето виновато во всём
- 1961 — Он (д/ф)
- 1965 — Мать, сын, внук и внучка (д/ф)
- 1965 — Девушка
- 1966 — Гибель Баты Янковича (д/ф)
- 1966 — Мечта
- 1967 — Утро
- 1968 — Пересечённая местность
- 1970 — Велосипедисты
- 1972 — Мне не хватает Сони Хени
- 1972 — Дождь
- 1975 — Павле Павлович
- 1978 — Тренер
- 1982 — Веселин Николич (д/ф)

## Награды
- 1967 — номинация на приз Золотой медведь 17-го Берлинского международного кинофестиваля («Мечта»)
- 1967 — номинация на приз Золотой лев 28-го Венецианского кинофестиваля («Утро»)
- 2003 — Золотая медаль имени С. Ф. Бондарчука «За выдающийся вклад в кинематограф» МКФ «Золотой Витязь»
- 2016 — Сретенский орден II степени
- ? — Орден Вука Караджича[серб.] (Союзная Республика Югославия)[4]